# Застёжка-молния

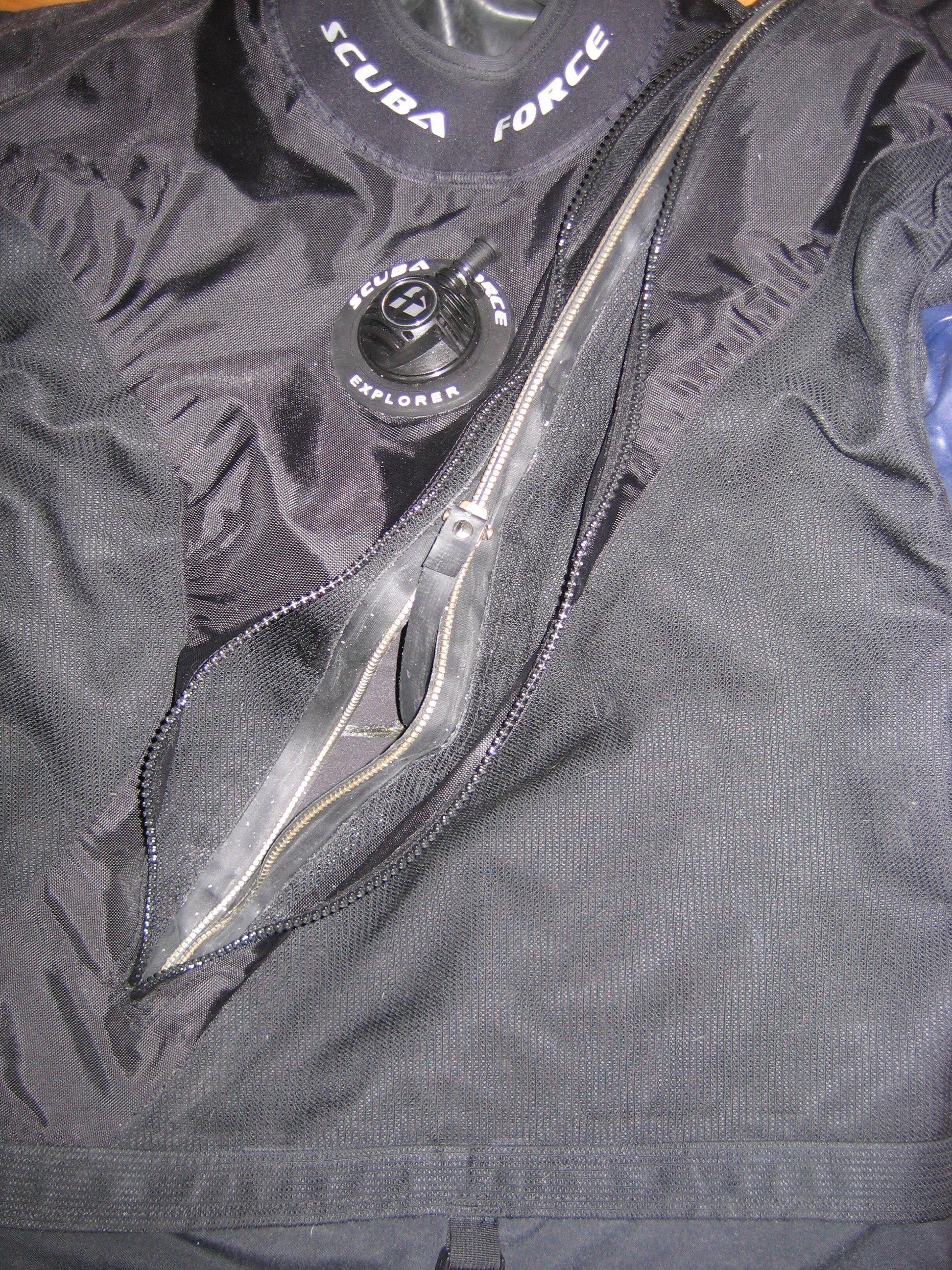
Водогазонепроницаемая «молния» на сухом гидрокостюме. Поверх неё застёгивается «молния» обычной конструкции (чёрного цвета)

Застёжка-мо́лния, или просто мо́лния (также — зи́ппер, змейка, фермуа́р), — вид застёжек, предназначенных для быстрого соединения деталей одежды. Также используется в сумках, спортивных товарах, походном снаряжении (например, палатках и спальных мешках) и других предметах.
Слово «молния» (англ. lightning fasteners) для обозначения таких застёжек стал использовать изобретатель Гидеон Сундбек, основавший одноимённую компанию в 1925 году.

## Общая конструктивная схема
Состоит из двух текстильных лент, на которых закреплены идущие в шахматном порядке пластмассовые или металлические звенья (в виде раздельных зубцов или колец сплошной спирали, образующих звенья). Соединение или разъединение половинок выполняется при помощи замка (слайдера, «собачки», бегунка), скользящего по лентам, при этом каждое звено фиксируется между парой звеньев с противоположной стороны.
Внешне похожа на «молнию» так называемая застёжка-змейка. Последняя несколько проще по конструкции и не имеет зубцов, но и обеспечивает не столь надёжное соединение, поэтому она применяется не в одежде, а в упаковке или в канцелярских конвертах и файлах.
Сумки, чемоданы и другие предметы багажа часто снабжены двумя ползунками на ленте. Когда два ползунка расположены рядом друг с другом в любой точке вдоль ленты — застёжка-молния полностью закрыта.
Молния может:
- увеличить или уменьшить размер отверстия, чтобы разрешить или запретить прохождение объектов, например в брюки или карман.
- соединить или разделить два конца или стороны одного предмета одежды, например, спереди куртки или спереди, сзади или сбоку платья или юбки, чтобы облегчить надевание.
- прикрепить или отсоединить отделяемую часть предмета одежды от другого, например, при переходе между брюками и шортами или соединении или отсоединении капюшона и пальто.
- увеличить или уменьшить размер сумки или рюкзака.
- использоваться для украшения предмета.

Застёжка-молния стоит сравнительно недорого, но если она выйдет из строя, предмет одежды может оказаться непригодным до тех пор, пока молния не будет отремонтирована или заменена, что может быть довольно сложным и дорогостоящим. Проблемы часто связаны с ползунком на молнии; когда он изнашивается, он не выравнивается и не соединяется с чередующимися зубами. При разделении молний вставной штифт может оторваться от ленты; лента может даже распасться от использования. Если застёжка-молния выходит из строя, она может застревать или частично ломаться.

## История

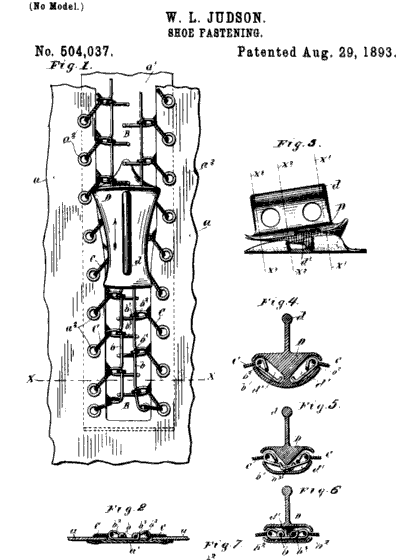
Один из первых прототипов

Ещё в 1851 году Элайя Хоу получил патент на «автоматическую, непрерывную застёжку для одежды». Но в то время его изобретение не нашло применения.
Считается, что первый прототип «молнии» разработал американский инженер-изобретатель Уиткомб Джадсон, запатентовав его 7 ноября 1891 года за номером 504038 как «застёжку для обуви». Публике это изобретение было представлено в 1893 году, однако оно оказалось сложным в изготовлении и ненадёжным.
После многих рекламаций, практически обанкротившись, Джадсон взял в партнёры Гарри Эрла и Луиса Уокера, а Уокер привлёк к исследованиям другого американского инженера шведского происхождения — Гидеона Сундбэка. После нескольких лет поисков, 29 апреля 1913 года, Сундбэк запатентовал новый вариант «молнии» и разработал технологию её производства. Патент, полученный Сундбэком, затем долго оспаривался. Внедрение этого варианта застёжки было более долгим и мучительным, чем сама разработка «молнии», из-за недоверия со стороны фабрикантов, помнивших первый неудачный опыт. Однако со временем «молния» доказала свою надёжность и технологичность и к 1923 году получила широкое распространение. Тогда же появилось и её современное англоязычное название — англ. zipper. В 1918 году компания продала 24 000 застёжек для «денежных поясов», популярных среди военных моряков.
В 1923 году во время поездки в Европу Сандбэк продал свои европейские права на изобретения Мартину Отмару Винтерхальтеру, который улучшил дизайн и начал производство с большой Riri сначала в Германии, а затем в Швейцарии.
В конце Первой мировой войны Эмиль-Морис Эрме закупил в Канаде 40 метров застёжки-молнии, применявшейся для закрывания чехлов крупнокалиберных орудий, для того, чтобы использовать её при производстве сумок: мастерская Hermès купила права на патент и начала производить «систему „Hermès“» в Париже. Шанель намеревалась применить застёжку для своих юбок, однако первой, кто стал использовать застёжку-молнию в одежде, стала Эльза Скиапарелли. На мужских брюках «молния» появилась в 1937 году.
На сегодняшний день молния является наиболее распространённой застёжкой и используется для одежды, багажа, кожгалантереи и различных других предметов.

## Конструкция застёжек-молний

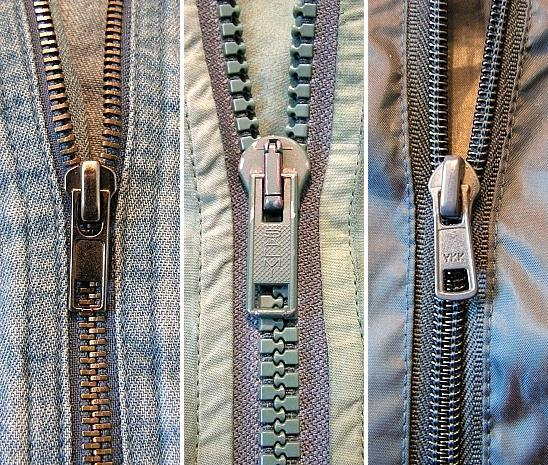
«Молнии», слева направо: металлическая, тракторная и витая

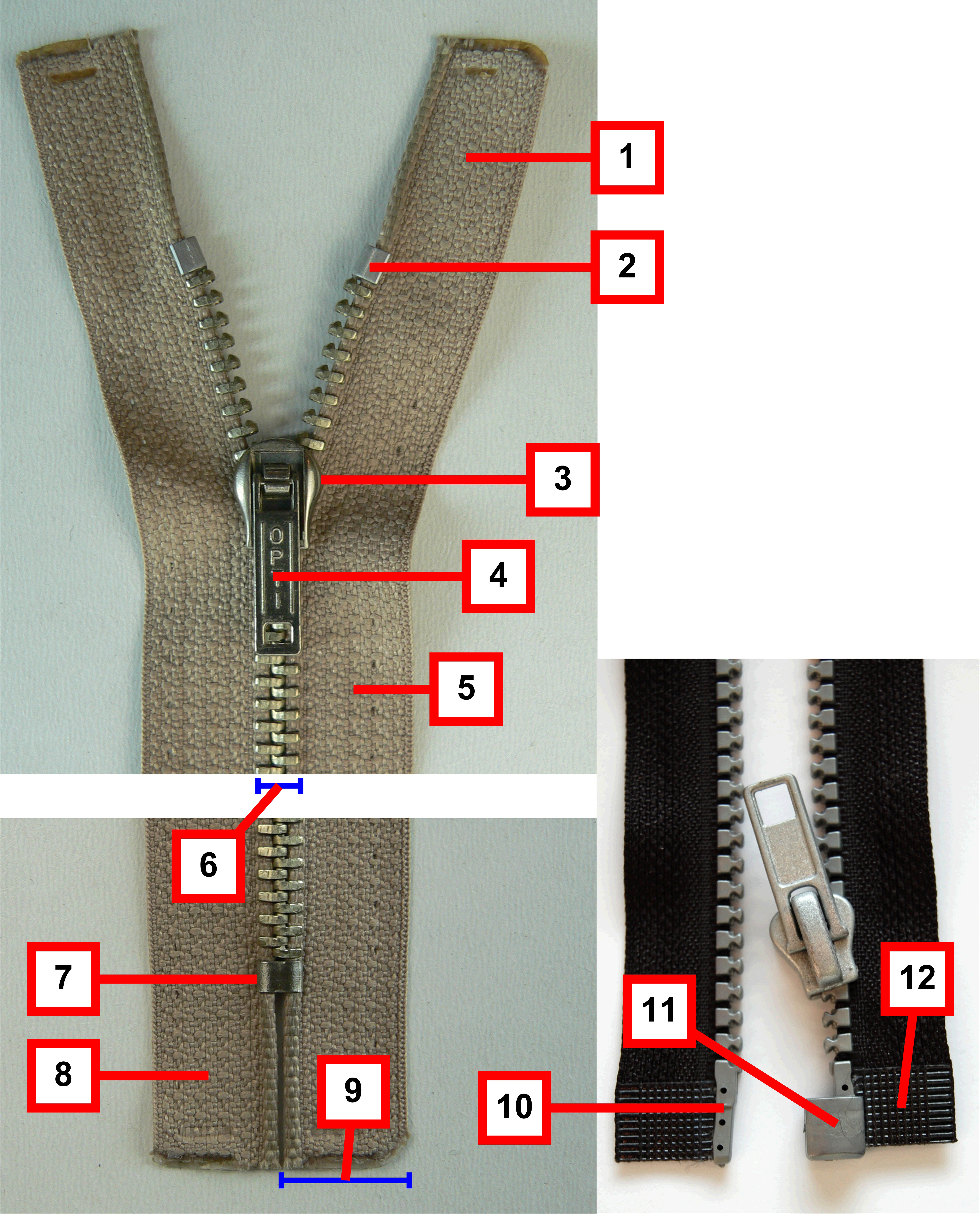
,
,
,
,
,
,
,
,
,

Выделяют три распространённые конструкции «молний»:
- Спиральная, или витая застёжка — изготавливается из завёрнутого в спираль синтетического волокна, которое либо намотано на тесьму, либо пришито к ней. Волокно формуется таким образом, чтобы оно образовывало выступы, которые зацепляются за такие же выступы на противоположной стороне.
- Тракторная застёжка по форме отдалённо напоминает гусеницу трактора. В отличие от спиральной застёжки она состоит из отдельных пластиковых зубьев, закреплённых на тесьме. Зубья чаще всего имеют форму характерного «грибка» с канавкой, обеспечивающие надёжное зацепление, хотя могут применяться зубья и других форм. Такая «молния» износостойка, но менее прочна[источник не указан 4831 день], чем металлическая или спиральная и применяется в основном на верхней одежде.
- Металлическая застёжка по устройству похожа на тракторную, но зубья сделаны из металла — обычно из латуни или никеля. Заготовкой является толстая плоская проволока. У металлических «молний» зубья чаще всего асимметричной формы: каждый зуб имеет выступ с одной стороны и углубление с другой. Такая «молния» очень прочна, но иногда может «заедать».

Существуют потайные «молнии», зубья которых прикрыты тесьмой и практически не видны. Более сложную конструкцию имеют «молнии» для герметичного соединения, используемые, к примеру, в водонепроницаемых и защитных костюмах, такая «молния» требует тщательного обслуживания, иначе она быстро приходит в негодность.
Выделяют разъёмные и неразъёмные «молнии»: вторые проще по конструкции и имеют с двух сторон ограничители простой конструкции. У разъёмной «молнии» на одной тесьме у нижнего (узкого) края бегунка ограничитель имеет гнездо, в которое входит штифт на другой тесьме. Штифт свободно проходит сквозь отверстие бегунка и, будучи вставленным в гнездо, соединяет нижние края тесёмок. Нагрузка на нижние края тесёмок разъёмной «молнии» больше, чем на всю остальную тесьму, поэтому они должны быть укреплены.
Существуют варианты конструкции бегунков с защитой от самопроизвольного расстёгивания, как правило, использующие шипы, которые входят между звеньями «молнии» и тем самым препятствуют перемещению бегунка. В одном из таких вариантов шипы располагаются на брелоке бегунка и входят в контакт с застёжкой при его опускании. В другом варианте находящиеся внутри самого бегунка шипы подпружинены и выходят из зацепления с зубцами застёжки, когда к брелоку прикладывают тянущее усилие.

Принцип действия застёжки (застёгивание)
Расстёгивание
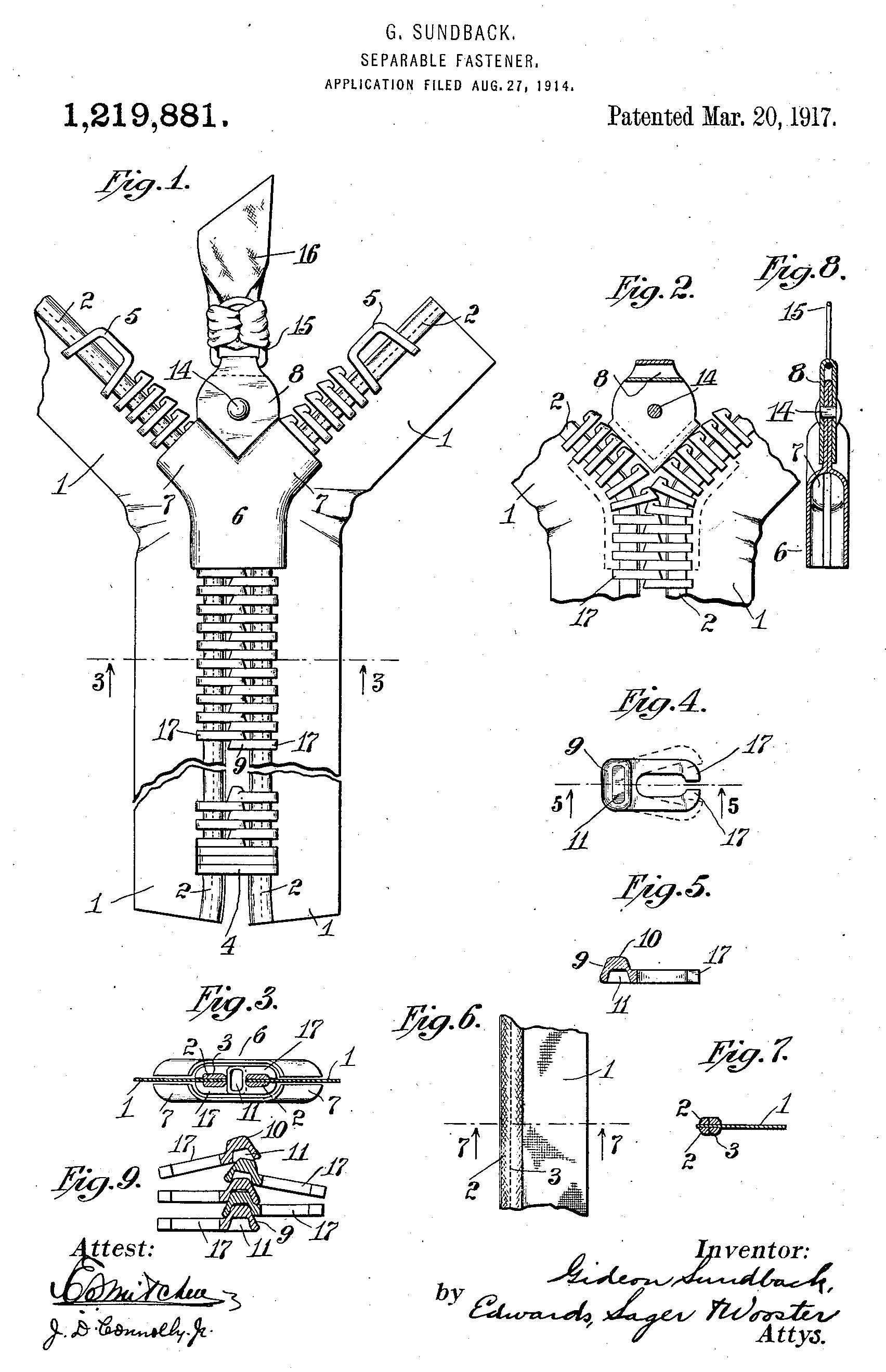
Рисунок из патента Гидеона Сундбэка

## Патенты
- 25 ноября 1851 U.S. Patent 8540: «Fastening for Garments & c.»
- 29 августа 1893 U.S. Patent 504 037: «Shoe fastening»
- 29 августа 1893 U.S. Patent 504 038: «Clasp Locker or Unlocker for Shoes»
- 31 марта 1896 U.S. Patent 557 207: «Fastening for Shoes»
- 31 марта 1896 U.S. Patent 557 208: «Clasp-Locker for Shoes»
- 29 апреля 1913 U.S. Patent 1 060 378: «Separable fastener»
- 20 марта 1917 U.S. Patent 1 219 881: «Separable fastener»
- 22 декабря 1936 U.S. Patent 2 065 250: «Slider»